# Замок Матрікс

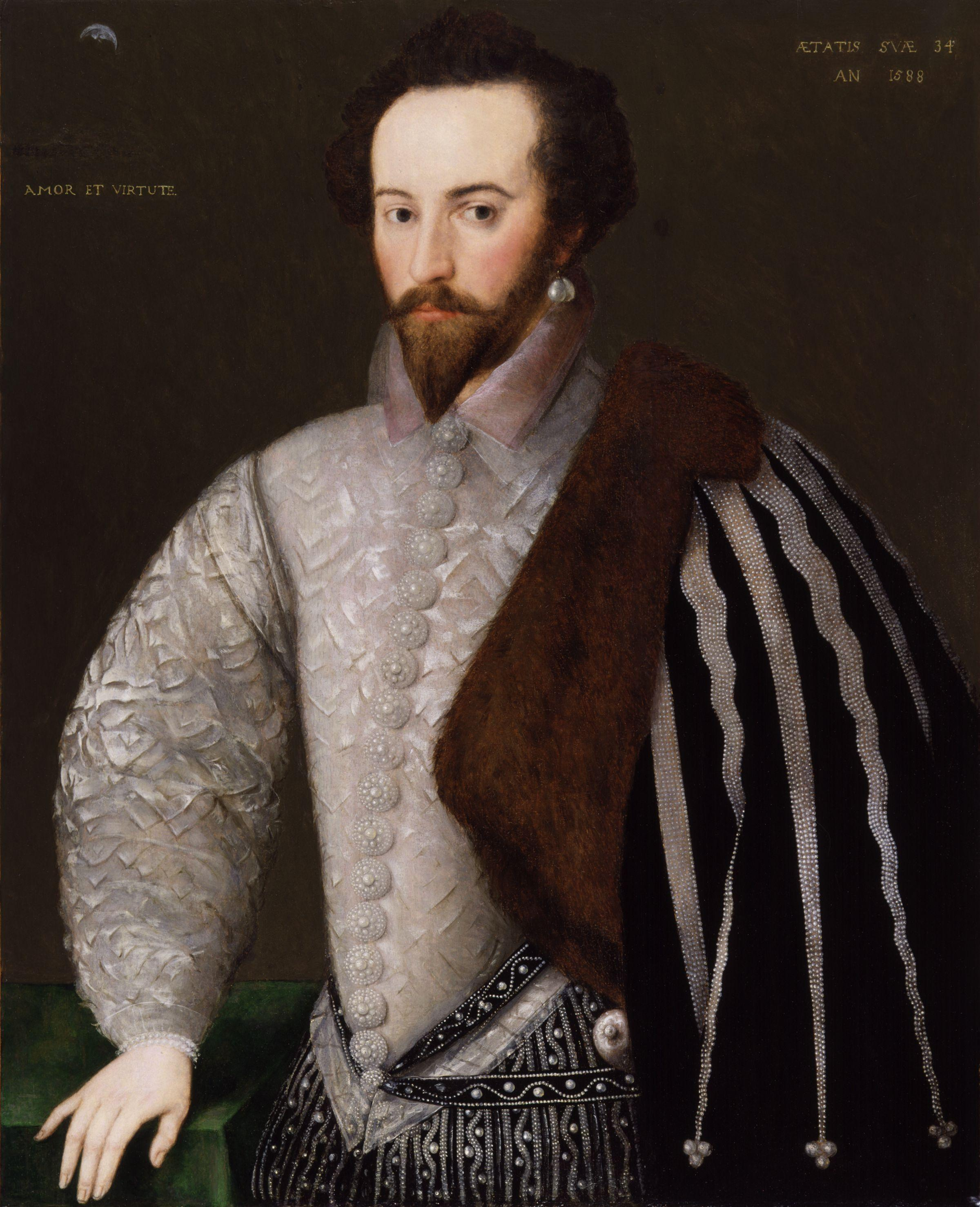
Сер Волтер Рейлі.

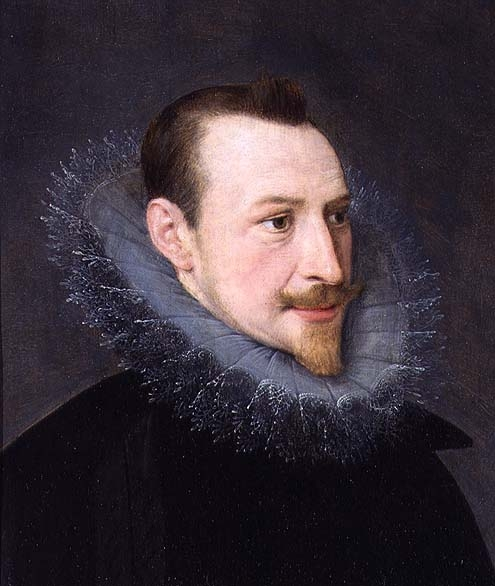
Едмунд Спенсер.

Замок Матрікс (англ. Castle Matrix) — один із замків Ірландії, розташований в графстві Лімерік, біля селища Раткейл (Рах Каола), на берегах річки Діл.

## Історія замку Матрікс
Рання історія замку темна і незрозуміла. Замок Матрік був побудований на початку XV століття Томасом Фіцджеральдом — VII графом Десмонд для захисту своїх володінь, приблизно біля 1420 року. Пізніше він став резиденцією Моріса Фіцджеральда — ІХ графа Десмонд. Назва замку Матрікс походить від ірландського виразу Кашлен Бун Трашке (ірл. Caisleán Bhun Traisce) — «замок головної сили». Деякі дослідники виводять назву замку від Матрес, що нібито була потрійною язицеською богинею — праматір'ю богів. Інші дослідники вважають, що Матрес була богинею поезії у давніх кельтів.
До 1487 року замок перебував у власності Джеймса Фіцджеральда. Його ненавиділи його ж власні слуги, які згодом вбили його. За смерть Джеймса помстився його брат Моріс Фіцджеральд, що повісив всіх слуг, що були причетні до змови. У 1600 році замок отримала у власність родина Савсвелл.
Іншим відомим володарем замку був Томас Савсвелл, що врятував 200 родин з Німеччини — палатинів, надавши їм притулок. Це сталося в 1709 році.
Замок Матрікс був місцем, де зустрілися сер Волтер Рейлі та поет Едмунд Спенсер. Ця зустріч надихала його до написання поеми «Королева Фейрі» у 1590 році. У цьому вірші в алегоричній формі прославлялась «королева-діва» — Єлизавета І. Королева Англії Єлизавета І за цю поему платила Спенсеру щедру пенсію. Є версія, що назва замку Матрікс виникла після цієї події. Едмунд Саусвелл (батько Томаса) теж був другом Волтера Рейлі, що часто відвідував замок. Рейлі привіз з Америки — з Вірджинії картоплю і посадив її біля замку. Урожай картоплі потім розподілявся між усіма жителями графства для поширення цієї культури в Ірландії.
У ХХ столітті замок занепав і поступово перетворювався на руїни. У 1960-тих роках замок купив американець ірландського походження Шон О'Дрісколл і почав реставраційні роботи. Реставрація тривала більше 30 років. Замок був відновлений. У замку зібрана величезна колекцуія старожитностей, бібліотека. У першу чергу зібрання стосується «диких гусей» — ірландців, що змушені були покинути свою Батьківщину.
Замок відкритий для туристів. У замку збереглися старовинні каміни та сходи. Нинішній власник замку — Ліс О'Дрісколл — вдова Шона О'Дрісколла.